# Vat Fou
Planina Fu ili Vat Fou (lao: ວັດພູ, Wat Phou; što znači "Hram-planina") je ruševina budističkog Kmerskog kompleksa u južnom Laosu, u podnožju planine Fu Kao, 6 km od rijeke Mekong u provinciji Čampasak. Sačuvane građevine su izgrađene od 11. do 13. stoljeća, ali je na ovom mjestu bio hram još u 5. stoljeću. Hram je jedinstvena građevina sa svetištem (linga) gdje je skulptura boga kupana vodom s pleninskog izvora. Kasnije je ovo svetište postalo središte teravada budizma cijele regije, sve do danas. Zbog toga je upisano na UNESCO-ov popis mjesta svjetske baštine u Aziji i Oceaniji 200q. godine, zajedno s drevnim naseljima u kulturnom krajoliku Čampasaka.
Planina Fu Kao je oduvijek imala velik vjerski značaj jer njezin oblik podsjeća na lingu, tj. falični oblik unutar kojega je smještana obožavana figura Šive. Zbog toga su je stari Kmeri zvali Lingaparvata ("Planina lingi"). Prvi povijeni spomen hrama na vrhu brda, kojeg čuvaju vojnici, donose "Anali kineske dinastije Sui" koji ga smatraju starijim od 589. godine, dakle vrijeme prije kmerskog utjecaja. No, većina današnjih sačuvanih građevina u podnožju brda datiraju u 12. stoljeće.
Poput drugih kmerskih vjerskih kompleksa, tu se nalazi više građevina orijentiranih u nizu prema istoku i poveznih dugim plitkim bazenima, osi duge 1,4 km od izvora potoka do podnožja litice 100 m niže. Oko 6 km istočno od hrama, na obali rijeke Mekong, nalazio se drevni grad Šrestapura, kao što se kmerska prijestolnica Angkor Thom nalazio udaljen od hramskog kompleksa Angkor Wata u Kambodži. S obje strane osovine bila je po jedna palača (iako njihova uloga nije jasna) s kvadratičnim dvorištem s hodnikom i ulazom prema osovini i lažnim vratima na istočnom i zapadnom kraju. Obje imaju podije i grede ukrašene u kmerskom stilu.
Na jugu se nalazi maleni hram Nandin (Šivin humak), a prema zapadu vodi niz stuba do viših terasa između kojih su stajale skulpture mitskog kralja Kammatha, legendarnog graditelja hrama. Vrhunac uspona su sedam katova terasa koji vode do dvostrukog svetišta. Prednji dio od pješčenjaka ima likove Bude, dok stražnji od crvene opeke ima praznu lingu. Stražnji hram je 60 m dugim kanalom bio spojen s izvorom u stijeni planine.
Tu se nalaze i knjižnica (u ruševnom stanju), reljf svetog hindu trojstva, te "Budin otisak stopala" na stijeni, te obližnji monoliti u obliku slona i krokodila.
- Donji dio kompleksa s vrha
- Uspon k svetištu
- Pročelje svetišta
- Detalj ukrasa
- Krokodilski monolit

## Vanjske poveznice
- Vat Fu - povijest, vijesti i ostalo  Arhivirana inačica izvorne stranice od 16. rujna 2017. (Wayback Machine) (engl.)
- Vat Fu projekt  Arhivirana inačica izvorne stranice od 9. prosinca 2010. (Wayback Machine) na stranicama Global Heritage Fund (engl.)